# Shinkichi Kikuchi
Shinkichi Kikuchi (n. 12 aprilie 1967) este un fost fotbalist japonez.

## Statistici
| Japonia | Japonia | Japonia |
| An      | Meciuri | Goluri  |
| ------- | ------- | ------- |
| 1994    | 5       | 0       |
| 1995    | 2       | 0       |
| Total   | 7       | 0       |